# Joel Teixeira
Joel Teixeira (Campos dos Goytacazes, 3 de maio de 1948 – Rio de Janeiro, 28 de abril de 2004) foi um cantor e compositor brasileiro.
Seus maiores sucessos como compositor foi Juro (parceria com Carlos Pedro e Toninho Nascimento), gravado na voz da cantora Jurema; e Voltei (parceria com Bentana e Carlito Cavalcante). Fez sucesso como cantor com a música Mané Carvoeiro, composta por Djalminha.
Faleceu vítima de câncer.